# Trung Hà, Yên Lạc
Trung Hà là một xã thuộc huyện Yên Lạc, tỉnh Vĩnh Phúc, Việt Nam.
Xã có diện tích 3,56 km², dân số năm 1999 là 7.201 người, mật độ dân số đạt 2.023 người/km².